# Dakatia
Dakatia és un riu que travessa els països d'Índia i Bangladesh. Neix a Tripura on rep nombrosos rierols, abandonant l'estat indi s'orienta cap a l'oest i passa per Laksham, Chitosi, i Hajiganj, i a 10 km a l'est de Chandpur gira cap al sud i desaigua al riu Meghna prop de Raipur.